# 이즈시 (도요오카시)

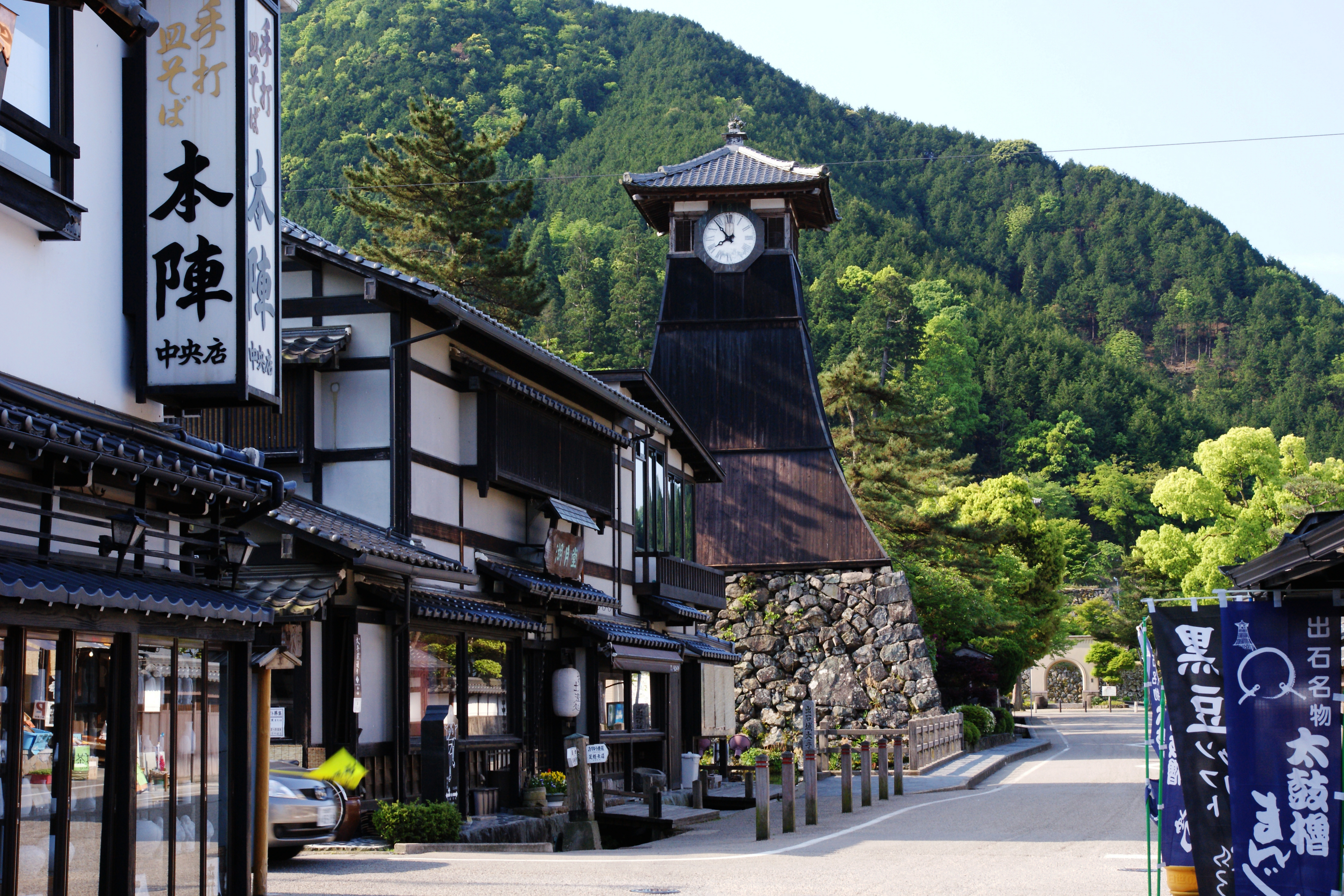
이즈시

이즈시(出石, いずし)는 효고현 도요오카시의 지역에서 옛 이즈 성의 조카마치이다.